# Polonje Tomaševečko
Polonje Tomaševečko – wieś w Chorwacji, w żupanii zagrzebskiej, w mieście Sveti Ivan Zelina. W 2011 roku liczyła 42 mieszkańców.